# Paroisse de la Pointe Coupée
La paroisse de la Pointe Coupée (anglais : Pointe Coupee Parish) est située dans l'État américain de la Louisiane. Son siège est à New Roads. Selon le recensement de 2020, sa population est de 22 016 habitants. Elle est une des 22 paroisses de la région officielle de l'Acadiane.

## Géographie
La paroisse a une superficie de 1 530 km2 de terre émergée et 86 km2 d’eau. Elle est située entre la paroisse de Concordia au nord, la paroisse de Feliciana Est au nord-est, la paroisse de Baton Rouge Est à l'est, la paroisse d'Iberville au sud, la paroisse de Saint-Martin au sud-ouest, la paroisse de Saint-Landry à l'ouest, et la paroisse des Avoyelles au nord-ouest.  

### Municipalités

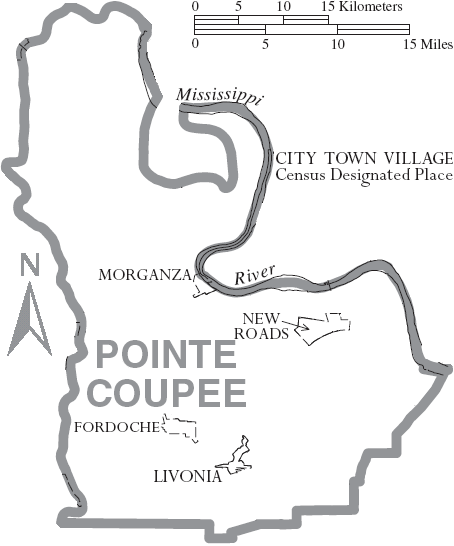
Carte des municipalités de Pointe Coupée.

- Fordoche
- Livonia
- Morganza
- New Roads

#### Communautés non enregistrées
- Alma
- Anchor
- Bayou Latenache
- Batchelor
- Blanks
- Brooks
- Chenal
- Columbo
- Coon
- Dupont
- False River
- East Krotz Springs
- Elliot City
- Frisco
- Glynn
- Hermitage
- Ingleside
- Innis
- Jacoby
- Jarreau
- LaBarre
- Lacour
- Lakeland
- Legonier
- Lettsworth
- Lottie
- McCrea
- Mix
- New California
- New Texas
- Oscar
- Parlange
- Point Coupee
- Red Cross
- Red River Landing
- Rougon
- Sherburne
- St. Dizier
- Torbert
- Torras
- Valverda
- Ventress
- Waterloo

## Historique
Pointe Coupée était avec Natchez un poste français au nord de La Nouvelle-Orléans sur le Mississippi. Elle procédait du peuplement français dit en arêtes de poisson de part et d'autre du Mississippi. Ce furent les représentants de la Compagnie des Indes qui distribuèrent des concessions foncières et non pas le roi ou les seigneurs, comme dans d'autres pays français d'Amérique du Nord. De même, le développement y était moins dense que dans la vallée du Saint-Laurent. 
Le tabac était cultivé à Pointe Coupée, surtout après le massacre de Natchez de 1729. La culture demandait beaucoup de temps et de main-d’œuvre. Aux semailles en février succédait, à partir d'avril, la période pendant laquelle on transplantait de jeunes plants et on nettoyait les terrains. La récolte avait lieu aux mois d'août et de septembre. Les feuilles de tabac étaient séchées et empaquetées. Ensuite, les caisses de tabac étaient envoyées à La Nouvelle-Orléans. Là, avec les peaux de chevreuil, elles attendaient dans les magasins de la Compagnie des Indes (ou du roi) et des négociants, d'être expédiées en métropole.

## Démographie
| Groupe                           | Paroisse de Pointe Coupée | Louisiane | États-Unis |
| -------------------------------- | ------------------------- | --------- | ---------- |
| Blancs                           | 61,4                      | 62,6      | 72,4       |
| Afro-Américains                  | 36,3                      | 32,0      | 12,6       |
| Métis                            | 1,0                       | 1,6       | 2,9        |
| Autres                           | 0,9                       | 1,6       | 6,4        |
| Asiatiques                       | 0,3                       | 1,6       | 4,8        |
| Amérindiens                      | 0,1                       | 0,7       | 0,9        |
| Total                            | 100                       | 100       | 100        |
|                                  |                           |           |            |
| Hispaniques et Latino-Américains | 2,2                       | 37,6      | 16,7       |

Selon l'American Community Survey, en 2010, 94,90 % de la population âgée de plus de 5 ans déclare parler l'anglais à la maison, 2,51 % le français, 1,72 % l'espagnol, 0,73 % un créole français et 0,12 % une autre langue.